# 太平買菸場
太平買菸場為臺灣台中市太平區歷史建築，為台灣省菸酒公賣局向菸農鑑定、購買菸葉的場所，見證臺中二戰後（1955年到1994年）菸葉發展歷程。極具產業特色的空間格局。2018年修復後開館營運，館內展示區域分為「菸葉演繹區」、「在地藝文展區」以及「陳庭詩紀念美術館」。

## 台灣菸葉產業與建物歷史
臺灣菸草產業的專賣始於日治時期1905年，日本政府1913年引進美國黃色種菸葉，是製造香菸的主要原料:10-11。二戰後，國民政府沿襲日治時期專賣制度，菸農需經申請並依公賣局核定的之種類、面積及區域種植:28，收穫之菸葉全數繳由公賣局依照菸葉之品質與標準定價收購。為此臺灣省菸酒公賣局於1955年興建「太平買菸場」作為台中太平地區菸葉收購處，其建築構造具特殊性為臺灣早期磚造買菸場兼作倉庫之代表建築。
買菸場直到1994年停止使用，太平地區菸農改至於鄰近的霧峰買菸場繳菸。2013年臺中市政府以「太平買菸場」建物為太平地區日治時期以來菸葉產業發展的見證為由，公告登錄為歷史建築。經調查研究與修復工程後，於2017重新公告擴大登錄範圍，在2018年開館啟用，並於2021年榮獲文化部「歷史建築紀念建築管理維護評鑑」管理維護優良獎，及文化局「臺中市地方文化館金館獎」。

## 建築特色
太平買菸場是一棟座北朝南，倒「L」型的平面建築，一樓高的水泥磚造建築，屋頂是為「人字型」雙坡頂，從外觀看來，因受到大量的水泥色調影響，再加上空間大量的木框窗、鐵窗等，是偏屬中性色調的色彩，所以呈現給人一種樸實低調的感覺。
從室內可的結構是由10組洋式「真束小屋組」（King-post）屋架構成，屋架所使用的木料為臺產針葉樹一級木紅豆杉（Taxus mairei）。在內部空間的使用上分為：鑑定區、打包區。外部的長廊空間：東側是菸農休息區，後半段是菸農等候鑑定時的卸貨暫存區。在整體的動線考量了菸農繳交菸葉的流程，其中「鑑定區」位於北側，主要是考量到日照可能影響到鑑定員的等級判斷，影響菸農的權益。

## 空間活化現況與未來發展
「太平買菸場」於2016年啟動修復建築工程，2018年開放經營，希望藉由歷史建築的活化利用，展示保存臺中市太平區域菸草產業歷史。除菸草文化展示外，並包含藝文展覽場域，館內展示區域大致分為「菸葉演繹區」、「在地藝文展區」以及「陳庭詩紀念美術館」。「菸葉演繹區」展陳昔日菸葉產業工具，如菸擔、壓菸箱等文物以及菸農紀錄片，聯同館外菸草種植示範區，讓觀眾透過文物、影像與植物，了解太平區菸葉歷史。
根據《「太平買菸場」的調查研究與修復再利用報告書》建議，館舍後續可往周邊拓展規畫成「太平菸葉文化園區」，將周圍500公尺區域內保存的菸葉田與菸樓，和距離約6公里的「原臺中菸葉廠」、「原臺中菸葉試驗所」納入，結合文化觀光趨勢，讓參觀者完整了解臺中菸葉的發展:215-216。